# ویلیام هیل
ویلیام هیل (به انگلیسی: William Hill) بزرگترین بنگاه شرط‌بندی و قمار بریتانیایی است، که فعالیت‌های آن بر کازینوهای آنلاین، مسابقات اسب‌دوانی و مسابقات فوتبال متمرکز می‌باشد.
شرکت ویلیام هیل در سال ۱۹۳۴ توسط ویلیام هیل تأسیس شد، که به‌علت غیرقانونی بودن شرط بندی در بریتانیا در سال‌های نخست به صورت مخفی فعالیت می‌کرد. دفتر مرکزی این شرکت در حومه لندن و در شهر وود گرین، بریتانیا قرار دارد و دفاتر عملیاتی آن نیز در شهرهای لیدز، دوبلین، ایرلند و جبل طارق مستقر می‌باشند. بخشی از سهام شرکت ویلیام هیل در بازار بورس لندن معامله می‌شود. این شرکت حامی مالی (اسپانسر) باشگاه فوتبال مالاگا در مسابقات لا لیگا می‌باشد.